# Цайц
Цайц (на немски: Zeitz) е град в южен Саксония-Анхалт, Германия с 29 557 жители (към 31 декември 2013). Цайц се намира на Вайсе Елстер, на около 40 км южно от Лайпциг.
На църковния събор в Равена през 967 г. Цайц е споменат за пръв път в документ като Cici.
От 965 до 982 г. Цайц е столица на Маркграфство Цайц и от 1652 до 1718 г. на херцогство Саксония-Цайц с резиденция дворец Морицбург.